# 敲开天堂之门
《敲开天堂之门》（Knockin' on Heaven's Door）是由鲍勃·迪伦（Bob Dylan）为1973年的电影《比利小子》（Pat Garrett and Billy the Kid，由山姆·畢京柏執導）原聲帶所写的一首歌曲。 在Billboard Hot 100单曲榜上排名第12。 迪伦传记作家克林顿·赫里恩（Clinton Heylin）将其描述为“an exercise in splendid simplicity”，这首歌根据其他涵盖艺术家的数量而定，是迪伦最受欢迎的1960年代后期作品之一。

## 翻唱版本

### 艾力克·克莱普顿版本
1975年1月，艾力克·克莱普顿（Eric Clapton）在牙买加歌手亚瑟·路易斯（Arthur Louis）上演奏了雷鬼风格的“敲开天堂之门”。 随后，克萊普顿录制了自己的雷鬼风格版本的歌曲，1975年8月发行，两周之后，路易斯的版本在1975年7月被发布为单曲。克莱普顿的单曲在英国单曲榜第38名。 这个单曲在美国不太成功，只有在Cash Box中达到109。 

### 枪与玫瑰版本
1987年，枪与玫瑰将歌曲包含在他们的演出合集中。 这首歌的现场版本是在同一年的“欢迎来到丛林”的最大单曲上发行的。 他们在1990年录制了一部影片“电影”“雷霆”（Sound of Thunder）的录音棚，这部电影在1990年的Billboard Album Rock Track曲目中排名第18位。此版本稍后被修改为1991年专辑“Use Your Illusion II”专辑的第四张单曲，它在英国单曲榜上排名第二，澳大利亚排名第二，爱尔兰排名第一。